# Mirai (Computerwurm)
Mirai (japanisch 未来 „Zukunft“) ist eine seit 2016 bekannte Linux-Schadsoftware, mit deren Hilfe Bot-Netze aufgebaut werden können. Damit können beispielsweise gezielte Attacken durch absichtliche Überlastungen von Netzen durch andere Systeme (Distributed Denial of Service (DDoS)) organisiert werden. Der Name Mirai wurde von der Manga- und Animeserie Mirai Nikki abgeleitet.

## Struktur und Wirkung
Mirai nutzt die Tatsache aus, dass immer mehr Alltagsgegenstände wie Router, CCTV-Überwachungssysteme, Digital Video Recorder oder Fernseher mit dem Internet verbunden sind (IdD – Internet der Dinge). Die Software scannt das Netz nach Sicherheitslücken bei solchen Geräten mit werkseitig aufgespielter Betriebssoftware und versucht dann, Schadcode auf diese aufzuspielen.

## Verbreitung
Sicherheitsdienste berichten, dass Mirai-Dienste die Basis der aktuellen „DDoS-for-hire booter / stresser service“ bilden. Mit verhältnismäßig wenig eigener Rechnerleistung werden von Hackern DDoS-Angriffe gegen beliebige Ziele gegen Bezahlung in Bitcoin angeboten.
Das ursprüngliche Bot-Netz Mirai umfasste 2016 rund 500.000 kompromittierte IoT-Geräte weltweit. Eine besondere Verbreitungsdichte infizierter Geräte weisen die Länder China, Hong Kong, Macau, Vietnam, Taiwan, Südkorea, Thailand, Indonesien, Brasilien und Spanien auf.
Eine permanente Überwachung des Bot-Netzes, die in einer Livemap bereitgestellt wird, zeigt an, dass bereits über drei Millionen Geräte im Bot-Netz gefangen waren. Außerdem wurde bekannt, dass Hacker ein Bot-Netz mit 50.000 infizierten Geräten zur Miete anboten.

## Bekannte Anwendungen
Ende September 2016 griffen drei Jugendliche in Alaska mittels Distributed Denial of Service (DDoS) mehrere Webseiten an.
Ziel ihres Angriffs waren ursprünglich Minecraft-Server. 2017 und 2018 folgten weitere Angriffe, darunter auch auf das größte Minecraft-Netzwerk Hypixel.
Betroffen waren allerdings viele weitere Unternehmen, darunter der Telekommunikationsanbieter OVH in Frankreich als auch die Website des IT-Sicherheits-Journalisten Brian Krebs. An dem Angriff waren rund eine Million Anwendungen des Internets der Dinge beteiligt. Auf der Plattform Hackforums verbreitete das Mitglied mit dem Pseudonym Anna-senpai den Link mit dem Quellcode von Mirai.
Am 21. Oktober 2016 folgten großangelegte DDoS-Angriffe auf die Firma Dyn, bei der viele Webseiten stundenlang nicht erreichbar waren.
Anfang November 2016 wurde kurz vor der US-Präsidentschaftswahl versucht, mittels Mirai über den Internetdienstleister Dyn hochfrequentierte Webdienste wie Twitter, Spotify und Amazon zum Erliegen zu bringen.
Anfang November 2016 wurde bekannt, dass der Internetzugriff in Liberia zeitweise lahmgelegt wurde, was als Testlauf vermutet wurde.
Bei der Cyberattacke auf DSL-Router am 27. November 2016 wurde das Bot-Netz nach Erkenntnissen des angegriffenen Unternehmens Telekom Deutschland ebenfalls eingesetzt.

## Bekämpfung
Zur Bekämpfung eines Mirai-Botnetzes ließe sich nach Angaben von Forschern ein Nematode genannter Computerwurm einsetzen, der anfällige Geräte aufsucht und deren Standardpasswörter ändert und sie somit vor Mirai schützt. Da es sich dabei aber um ein ebenfalls unerlaubtes Eindringen in Computersysteme handeln würde, wäre diese Bekämpfung in vielen Ländern, wie z. B. auch in Deutschland, sehr wahrscheinlich illegal und könnte den Besitzern der Geräte den Zugriff versperren.